# Dasyhelea nigricans
Dasyhelea nigricans är en tvåvingeart som beskrevs av Carter, Ingram och John William Scott Macfie 1921. Dasyhelea nigricans ingår i släktet Dasyhelea och familjen svidknott. Inga underarter finns listade i Catalogue of Life.